# Anna Szergejevna Szedojkina
Anna Szergejevna Szedojkina (oroszul: Анна Сергеевна Седойкина; Volgográd, 1984. augusztus 1. –) olimpiai bajnok orosz válogatott kézilabdakapus, jelenleg az orosz CSZKA Moszkva játékosa.

## Pályafutása

### Klubcsapatokban
Szedojkina szülővárosában, Volgográdban kezdett kézilabdázni. A GK Gyinamo Volgográd csapatával többszörös orosz bajnok lett, és 2008-ban az EHF-kupát is megnyerte, 2015-ben pedig a Bajnokok ligája Final Fourba jutott. 2012-ben az olimpia után gyermeke születése miatt nem játszott, 2014-ben tért vissza. 2015-ben a jelentősen megerősödő, bajnoki címvédő Rosztov-Don játékosa lett. Ezzel a csapattal újra orosz bajnok tudott lenni, valamint 2017-ben, 2018-ban, 2019-ben és 2020-ban, valamint 2017-ben az EHF-kupát is megnyerte. A 2020-2021-es idénytől a CSZKA Moszkva játékosa, amellyel rögtön első szezonjában bajnok tudott lenni.

### A válogatottban
A válogatottban felkészülési mérkőzésen 2004-ben mutatkozhatott be, később vált meghatározó játékossá a válogatottban is. A 2008-as Európa-bajnokságon bronzérmes, majd 2009-ben kiváló teljesítménnyel világbajnok lett, a torna kapusainak rangsorában második helyen végzett 44%-os védési hatékonysággal. Két olimpián vett részt, a 2012-es londonin 8. helyezett, 2016-ban Rioban pedig ugyan a harmadik csoportmérkőzésen a svéd válogatott ellen térdsérülést szenvedett, ami miatt a torna további részében nem tudott pályára lépni, de így is olimpiai bajnok lett. Az olimpiai győzelem után orosz állami kitüntetésben részesült, Vlagyimir Putyintól megkapta a Barátságért érdemrendet.

## Sikerei, díjai
- Olimpia győztese: 2016
- Világbajnokság győztese: 2009
  - 3. helyezett: 2019
- Európa-bajnokság 2. helyezett: 2018
  - 3. helyezett: 2008
- EHF-kupa-győztes: 2008, 2017
- Orosz bajnokság győztese: 2001, 2009, 2010, 2011, 2012, 2017, 2018, 2019, 2020, 2021
- Bajnokok Ligája-döntős: 2019